# Ata (DJ)
Ata (eigentlich: Athanassios Christos Macias; * 1968 in Frankfurt am Main) ist ein deutscher Techno-DJ und -Musiker, Label- und Club-Betreiber sowie Restaurant- und Bar-Besitzer griechischer Abstammung.

## Leben
Macias wurde 1968 als Sohn von Irene Macias und Athanassios Kontogianis in Frankfurt am Main geboren. Seine DJ-Karriere begann dort in den späten 1980er Jahren. Zusammen mit Heiko „M/S/O“ Schäfer war er 1992 als Resident-DJ im Frankfurter Techno-Club XS (später BOX) beschäftigt.
Im September 1993 gründete er zusammen mit Heiko Schäfer und nachdem Roman Flügel und Jörn Elling Wuttke (auch als Alter Ego bekannt) als Produzenten zum Team stießen, die Labels Ongaku Musik, Klang Elektronik und Playhouse. Später folgten Auftritte im Dorian Gray und im Frankfurter Club Omen, bevor die eigene Partyreihe Wild Pitch Club im Nachtleben FFM entstand.
1996 wurde von Macia und Heiko das Partykonzept The Gift ins Leben gerufen, wo auch DJs wie Jeff Mills, Mark Broom, Carl Craig auflegten. Dadurch wurde es auch möglich, dass er zum ersten Mal selbst in den Vereinigten Staaten (Detroit und Chicago) spielen konnte.
Im Jahr 1999 eröffnete Macias im Offenbacher Stadtteil Kaiserlei den Club Robert Johnson, in dem er seitdem auch selber regelmäßig auflegt. Das Robert gilt in Deutschland sowie auch international als einer der besten Clubs der Welt. So wurde er im Groove Poll 2013 zum zweitbesten Club Deutschlands gewählt. Den ersten Platz erreichte das Berghain.
Im September 2010 eröffnete er die Bar Plank im Frankfurter Bahnhofsviertel.
Das  Frankfurter Museum Angewandte Kunst widmete Macias im Jahr 2014 eine Ausstellung unter dem Titel Give Love Back. Ata Macias und Partner. Zu sehen waren unter anderem T-Shirts, Plakate, Schmuck, Schallplattencover oder auch Möbel aus Macias Cafés und Klubs.

## Diskografie
Als Produzent war Ata an den Musikprojekten Delirium Posse (mit Heiko Schäfer und Jörg Henze), Killerloops und Ongaku (mit Heiko Schäfer und Uwe Schmidt) beteiligt.
2002 fertigte er einen Remix für Jürgen Paapes Track So weit wie noch nie an, der auf dem Label Kompakt erschien.

## Dokumentarfilm
- 2017 Denk ich an Deutschland in der Nacht, Regisseur Romuald Karmakar, Online